# Ryan Guy
Ryan Guy (n. Carlsbad, California, Estados Unidos, el 5 de septiembre de 1985) es un futbolista Guaminense nacido en los Estados Unidos que actualmente juega para el North Country Batallion de la Major League Soccer.

## Trayectoria
Después de asistir a La Costa Canyon High School, donde Guy fue nombrado MVP en dos ocasiones, se matriculó en la Universidad de San Diego, después de ser contratado por un número de otras escuelas. En su segundo año de la temporada Guy ganó el Primer Equipo All-CMI y 2 ° Equipo NSCAA All-West honores Región. Durante sus años universitarios jugó en el Boulder Rapids Reserve y el sur de California Fushion.
A pesar de haber ofrecido un contrato de desarrollo de Dallas F.C., Guy buscó un contrato profesional en Europa. Asistió a los ensayos en un número de clubes, incluyendo el Crystal Palace FC de Inglaterra y Hannover 96 de Alemania, pero en febrero de 2007, se unió a St Patrick's Athletic Football Club de Irlanda. Hizo su debut con el club irlandés el 6 de abril de 2007, de entrar como sustituto en el minuto 83 de la victoria de 1-0 sobre el Galway United. El 17 de julio de 2008, Guy fue escrito en los libros de historia del Pat St como anotó el único gol en un partido de Copa de la UEFA Primera ronda contra el aeropuerto JFK Olimps Riga de Letonia. Este juego será recordado como lo fue alguna vez ganar lejos Europea St Pats primera. El 18 de octubre, Ryan marcó tres goles en una victoria sobre Shamrock Rovers.In 2009 Guy ayudó a guiar pasado de San Pat Valletta FC Y Krylya Sovetov Samara, en la 2009-10 la UEFA Europa League 2 ª y 3 ª rondas, sin embargo Guy lado St. Pat's perdió ante el FC Steaua Bucureşti en la ronda de play-off 5-1 en el global.

## Selección nacional
En agosto de 2012, Guy confirmó que representaría a Guam a nivel internacional.  Guy hizo su debut internacional con Guam en la Copa de la Paz de las Filipinas, y jugó en los tres partidos de la fase de grupos. Ha jugado un total de 28 partidos con su selección y marcó cuatro goles internacionales.

## Clubes
| Club                    | País           | Año           |
| ----------------------- | -------------- | ------------- |
| Colorado Rapids U–23    | Estados Unidos | 2005          |
| San Diego Fusion        | Estados Unidos | 2006          |
| St Patrick's Athletic   | Irlanda        | 2007-2010     |
| New England Revolution  | Estados Unidos | 2011-2013     |
| San Antonio Scorpions   | Estados Unidos | 2014          |
| Tuen Muen SA            | Hong Kong      | 2015          |
| North Country Batallion | Estados Unidos | 2016-presente |